# Black Moor
Pour les articles homonymes, voir Black Moor (homonymie).

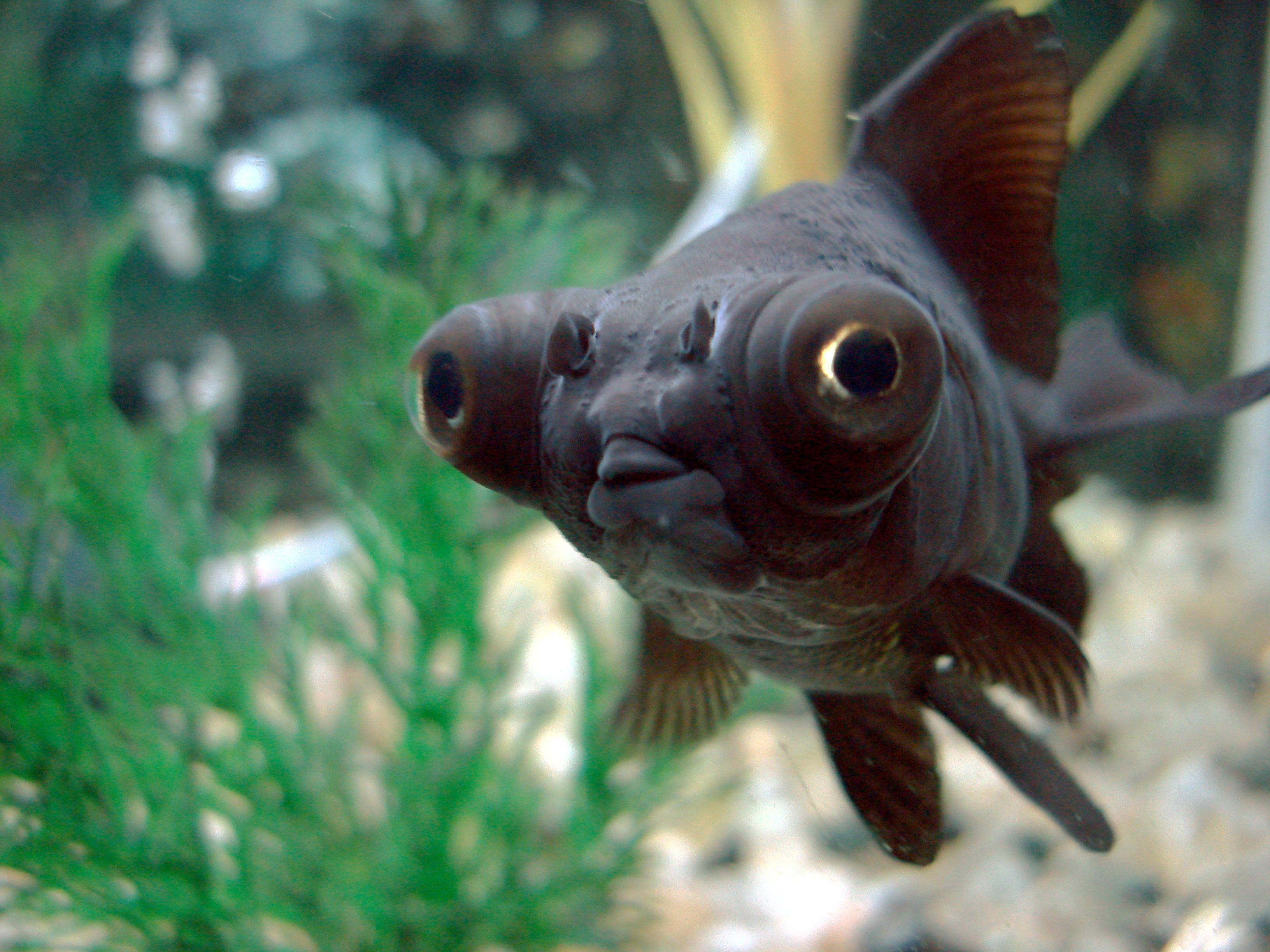
Télescope Black Moor.

Le Black Moor (chinois : 出目金 ; pinyin : Chū mù jīn) est un télescope noir (forme variétale de poisson rouge) caractérisé par ses yeux en saillie,,. Il s'est développé au début des années 1700 en Chine.

## Description

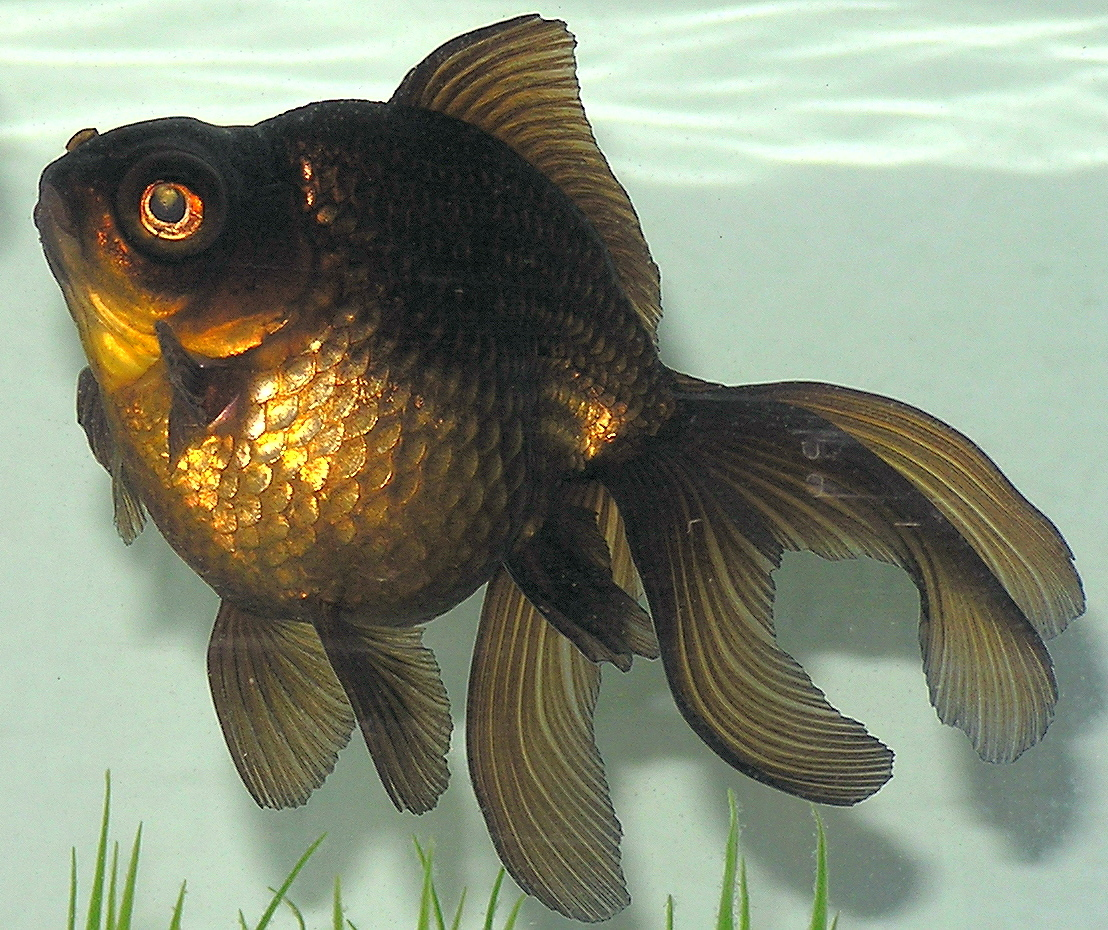
Black Moor de grande taille.

Caractérisé par une couleur noir velours intense, une queue voilée et des yeux uniformément saillante. La taille du poisson atteint 20 cm. Un corps ovoïde court, toutes les nageoires sont allongées. Une attention particulière est portée à la longueur et à la forme de la nageoire caudale.  Les poissons de cette forme ont de grands yeux télescopiques saillants. Ce type de télescope est toujours écailleux. 
Les yeux d'un télescope noir doivent être de forme proportionnelle et de même taille. La forme des yeux inhabituels se développe en 3-6 mois (en fonction de la température de l'aquarium).